# Alexandra Uță
Alexandra Ștefania Uță (* 6. Oktober 2007 in Râmnicu Vâlcea) ist eine rumänische Sprinterin und Hürdenläuferin, die sich auf die 400-Meter-Distanz spezialisiert hat.

## Sportliche Laufbahn
Erste internationale Erfahrungen sammelte Alexandra Uță im Jahr 2022, als sie beim Europäischen Olympischen Jugendfestival (EYOF) in Banská Bystrica in 59,65 s die Silbermedaille im 400-Meter-Hürdenlauf und mit der rumänischen Sprintstaffel (1000 Meter) in 2:13,10 min den sechsten Platz belegte. Im Jahr darauf siegte sie beim EYOF in Maribor in 2:06,13 min mit der Staffel und gewann im Hürdenlauf in 56,31 s erneut die Silbermedaille. Anschließend gewann sie bei den U20-Europameisterschaften in Jerusalem in 57,02 s die Bronzemedaille über 400 m Hürden und belegte mit der 4-mal-400-Meter-Staffel in 3:38,85 min den sechsten Platz. 2024 siegte sie in 54,43 s über 400 Meter bei den U20-Balkan-Hallenmeisterschaften in Belgrad. Anschließend siegte sie in 54,6 s auch bei den Balkan-Hallenmeisterschaften in Istanbul. Ende Mai gewann sie bei den Freiluft-Balkan-Meisterschaften in Izmir in 57,77 s die Bronzemedaille über 400 m Hürden hinter der Österreicherin Lena Pressler und Dimitra Gnafaki aus Griechenland und mit der Mixed-Staffel sicherte sie sich in 3:25,65 min die Bronzemedaille hinter den Teams aus Serbien und der Türkei. Kurz darauf kam sie bei den Europameisterschaften in Rom im Vorlauf über 400 m Hürden nicht ins Ziel. Daraufhin siegte sie bei den U18-Balkan-Meisterschaften in Maribor in 54,15 s über 400 Meter und kam im 200-Meter-Lauf nicht ins Ziel. Kurz darauf kam sie bei den U18-Europameisterschaften in Banská Bystrica mit 62,09 s überraschend nicht über den Vorlauf über 400 m Hürden hinaus. Im Jahr darauf wurde sie bei der 2. Liga der Team-Europameisterschaft in Maribor in 57,50 s Fünfte im A-Lauf über 400 m Hürden und gelangte mit der Mixed-Staffel mit 3:14,71 min auf Rang zwei im B-Lauf. Anschließend siegte sie bei den U20-Europameisterschaften in Tampere mit neuem Meisterschaftsrekord von 55,55 s über 400 m Hürden.
In den Jahren 2023 und 2024 wurde Uță rumänische Meisterin im 400-Meter-Hürdenlauf.

## Persönliche Bestleistungen
- 400 Meter: 52,42 s, 23. Juni 2023 in Craiova
  - 400 Meter (Halle): 54,43 s, 4. Februar 2024 in Belgrad
- 400 m Hürden: 55,55 s, 9. August 2025 in Tampere